# 陰茎捻転症
陰茎捻転症（英: Penile torsion）は、男児にまれに見られる先天性疾患である。
新生児男性の最大約80人に1人に発生する。日本では1939年から1971年までで15例のみ報告されている、極めてまれな疾患である。ほとんどすべての症例で左（反時計回り）に回転している。多くの症例ではその回転は90度以下であるが、180度近く回転している症例もある:症例2。

## 症例
1857年にフランスのVerneuilにより初めて報告され、日本では1939年に松田等によって初めて報告された。
単独で発生するほか、尿道下裂に合併するもの、潜在精巣に合併するものなどがある。

## 治療
手術により、皮膚と皮下組織を冠状溝から陰茎根部まで剥離して修復する。